# Drapeau de l'Estonie
Le drapeau national de l'Estonie est composé de trois bandes horizontales égales : de haut en bas, bleu, noir et blanc. En estonien, il est souvent désigné sous le nom de « sinimustvalge », ce qui signifie littéralement bleu-noir-blanc.
En 1881, l'Union des étudiants estoniens de l'université de Tartu, appelée Vironia, adopte le bleu, le blanc et le noir comme couleurs de la confrérie. Ces couleurs sont alors rapidement considérées comme celles de la nation et choisies en 1920.

## Construction
La taille normale du drapeau est de 105 × 165 cm ce qui donne une proportion de 7/11e.
| Couleur | ● Bleu      | ● Noir  | ● Blanc       |
| ------- | ----------- | ------- | ------------- |
| HTML    | #0072ce     | #000000 | #ffffff       |
| RVB     | 0, 114, 206 | 0, 0, 0 | 255, 255, 255 |
| Pantone | 285 C       | Noir    | Blanc         |

## Historique

Drapeau de la Livonie suédoise de 1629 à 1721.
Drapeau du Gouvernement d'Estonie de 1721 à 1918.
Drapeau de la république d'Estonie de 1918 à 1940.

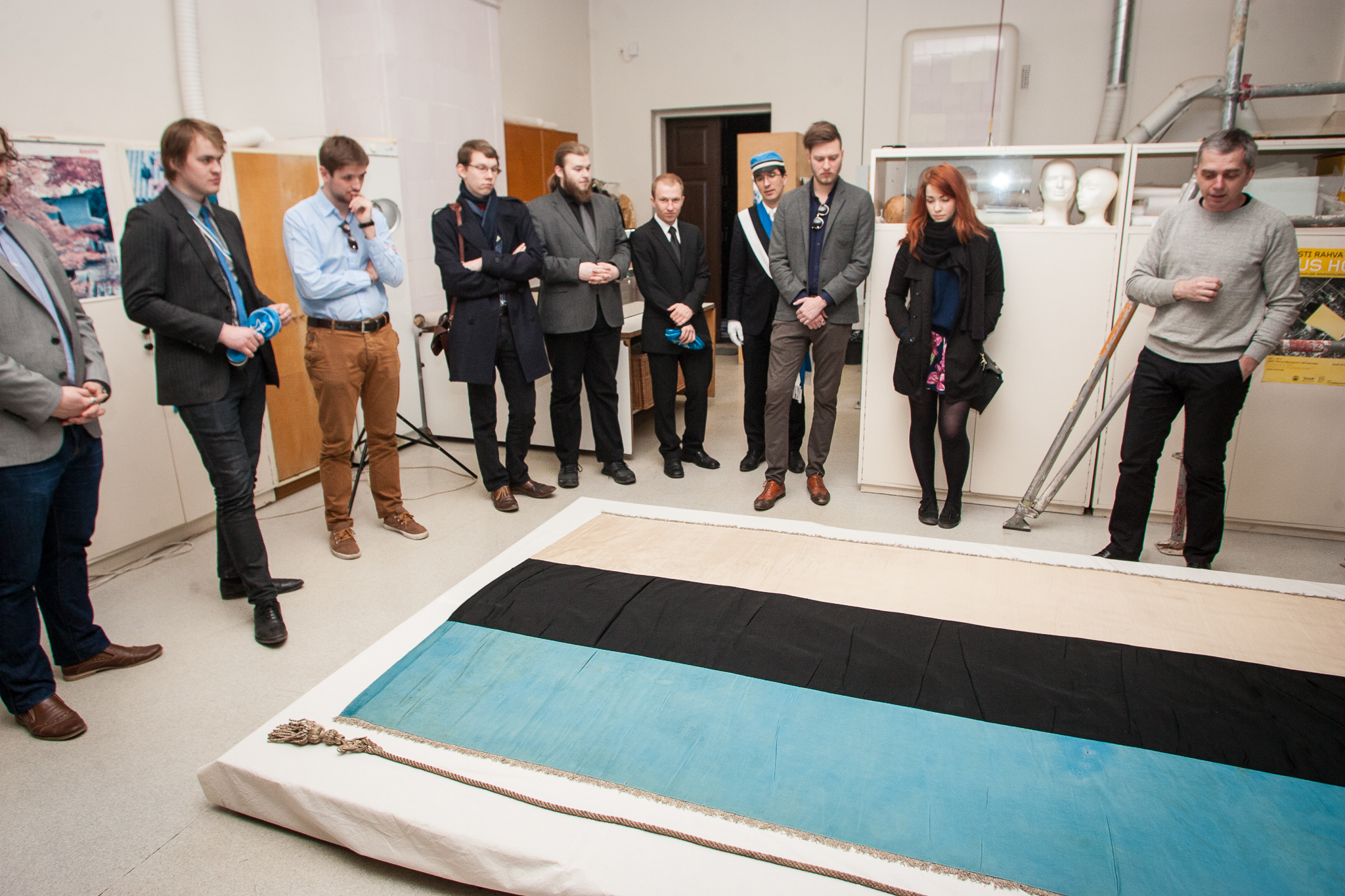
Le premier exemplaire du drapeau (1884) est conservé au musée national estonien.

Le drapeau actuel apparaît comme le drapeau de la Société des étudiants estoniens nouvellement créée au sein de l'université de Tartu. Ce drapeau est consacré le 4 juin 1884 dans le hall du pastorat de Otepää. Rapidement associé au nationalisme estonien, il est utilisé comme drapeau national dès la proclamation de l'indépendance, le 24 février 1918, avec une adoption officielle le 21 novembre 1918.
L'invasion soviétique en juin 1940 en interdit l'usage. Il est enlevé de la tour Pikk Hermann (dans la ville haute de Tallinn) le 21 juin 1940, alors que l'Estonie était encore formellement indépendante. Le 22 juin, il est à nouveau hissé mais aux côtés du drapeau rouge jusqu'à sa disparition le 27 juillet.
Toléré pendant l'occupation nazie (1941-1944) comme drapeau ethnique des Estoniens (mais pas comme drapeau national), il est à nouveau hissé lors du départ des Allemands en septembre 1944. Mais dès le 22 septembre 1944, le drapeau soviétique est joint et le drapeau national disparaît de nouveau.

Drapeau de la Commune des travailleurs d'Estonie de 1918 à 1919
Drapeau de la RSS d'Estonie de 1944 à 1953
Drapeau de la RSS d'Estonie de 1953 à 1990

Le drapeau est interdit (et le port des couleurs nationales, en combinaison, sur les vêtements, durement réprimé, pouvant même conduire à la déportation en Sibérie) et ce jusqu'à la perestroïka à la fin des années 1980. Il est alors à nouveau hissé le 24 février 1989 de la tour Pikk Hermann et est adopté officiellement comme drapeau national le 7 août 1990 peu après le rétablissement de l'indépendance.

Drapeau de l'Estonie depuis 1990

### Propositions alternatives
Dès 1919, plusieurs propositions ont suggéré un drapeau alternatif composé d'une croix scandinave. Une telle proposition est réapparue lors de l'effondrement de l'URSS mais n'a à nouveau pas été retenue.
En 2001, l'homme politique Kaarel Tarand (et) a suggéré à son tour que le drapeau soit changé pour une croix scandinave de même couleur. Les partisans de ce dessin prétendent qu'un drapeau tricolore donne à l'Estonie l'image d'un pays de l'Est post-soviétique, tandis qu'une croix symboliserait les liens avec les pays nordiques ; les hommes politiques estoniens ont ces dernières années fait quelques efforts pour identifier le pays comme nordique, à l'opposition de baltique,,. Beaucoup de ces derniers suggèrent également de modifier le nom du pays dans les langues étrangères, d’Estonia à Estland. Plusieurs dessins de croix nordique avaient été proposés dès 1922, quand le drapeau actuel a été officiellement adopté ; l'un d'eux est représenté ci-contre. Comme le drapeau tricolore est considéré comme un symbole national important, la proposition n'a pas atteint une large popularité.

Proposition de 1919
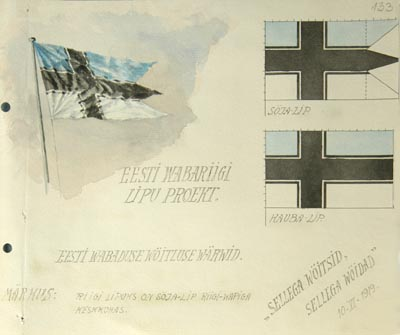
Proposition de 1919
Proposition de 1991 et de 2001
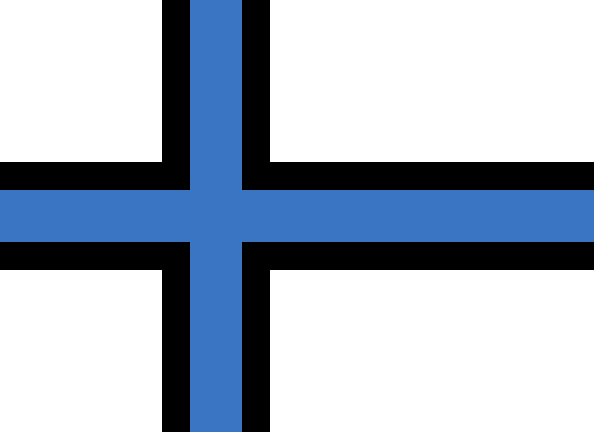
Autre proposition